# Beaufay
Beaufay é uma comuna francesa na região administrativa do País do Loire, no departamento de Sarthe. Estende-se por uma área de 23.87 km². Em 2010 a comuna tinha 1 515 habitantes (densidade: 63,5 hab./km²).